# 4-甲氧基亚苄基丙二腈
4-甲氧基亚苄基丙二腈是一种有机化合物，化学式为C11H8N2O，可由4-甲氧基苯甲醛和丙二腈的Knoevenagel反应制得。它和氨硼烷发生加氢反应，得到4-甲氧基苄基丙二腈。它和2-碘丙烷、三乙基铝在过氧化苯甲酰的存在下于乙醚中反应，可以得到2-[1-(4-甲氧基苯基)-2-甲基丙基]丙二腈。